# Tagajły (przystanek kolejowy)
Tagajły (kaz. Тагайлы, ros. Тагайлы) – przystanek kolejowy w miejscowości Tagajły, w rejonie Szet, w obwodzie karagandyjskim, w Kazachstanie. Położony jest na linii Astana – Szu, na trasie Nowego Jedwabnego Szlaku.